# Kerep (Sulang)
Kerep is een bestuurslaag in het regentschap Rembang van de provincie Midden-Java, Indonesië. Kerep telt 1403 inwoners (volkstelling 2010).